# 法西斯建築

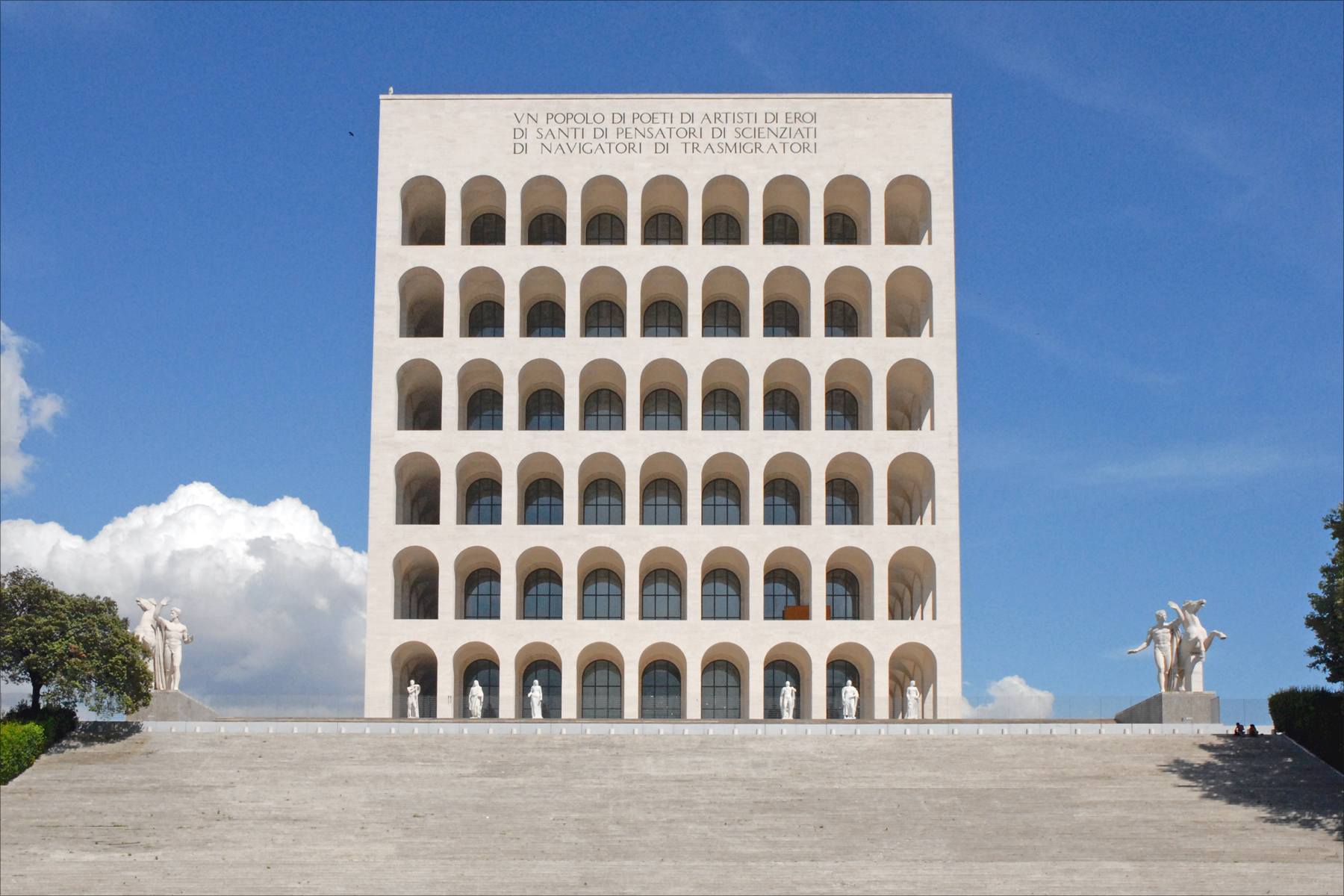
位於EUR區的義大利文明宮

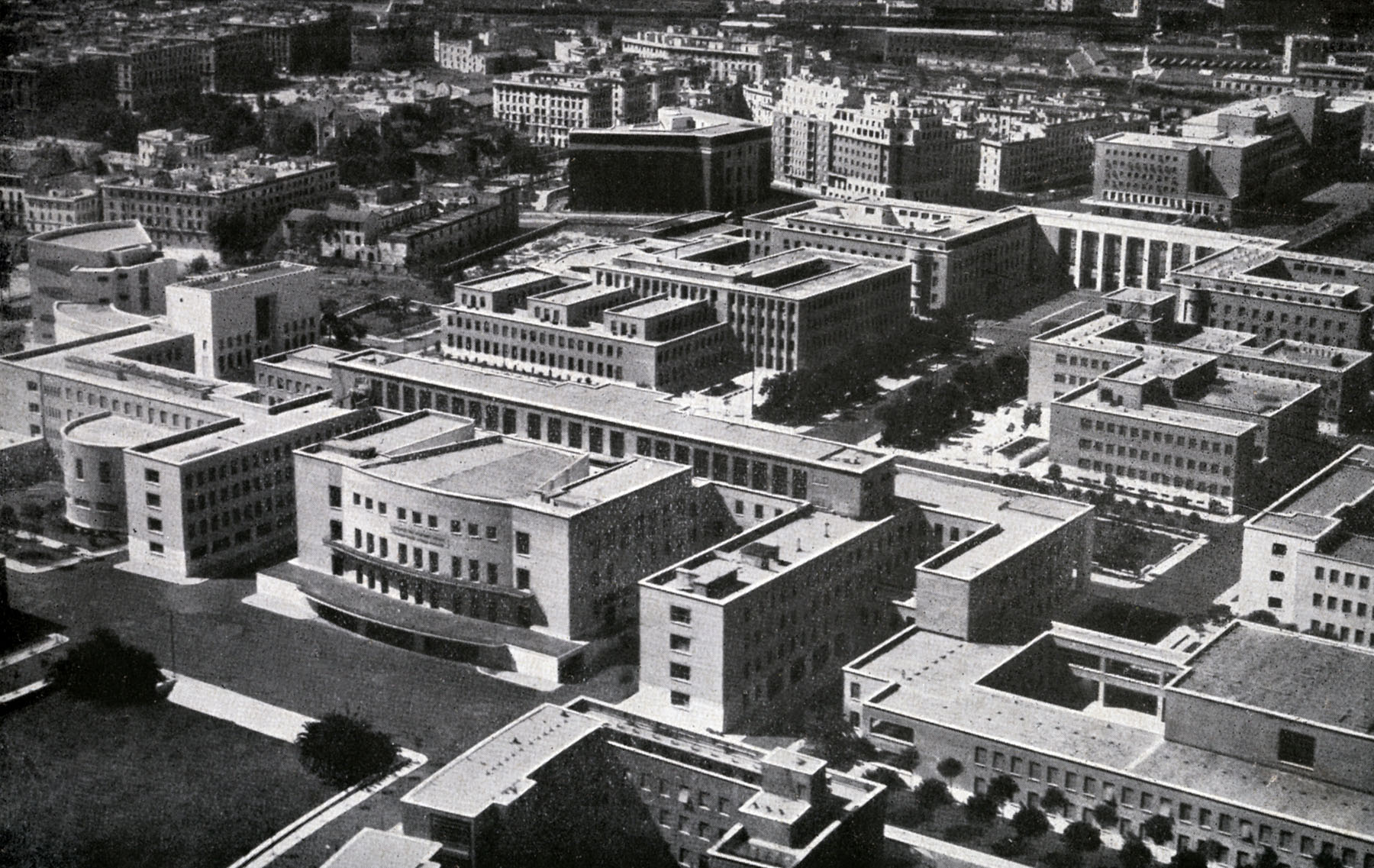
1935年建造的羅馬大學新校區，1938年攝

法西斯建築是20世紀初義大利建築師發展起來的一種建築風格，為義大利理性主義建築的一個分支。隨著現代主義的興起以及法西斯主義的興起，這種風格在1920年代末期得到普及。法西斯建築的風格類似於古羅馬建築風格，但缺乏華麗的裝潢且重視對稱和簡單的外觀。為新古典主義建築和功能主義建築風格的糅合，或简约古典主义。墨索里尼和希特勒都利用新的建築風格作為整合國民的多種方式之一，試圖標誌民族主義文化的新時代和展示國家的絕對權威。然而由於二戰軸心國的失敗，法西斯建築迅速消退，二戰之後已經幾乎沒有新的法西斯建築。未建成的法西斯主義建築也改建為新的風格，如羅馬忒米尼車站。